# 9222 Chubey
9222 Chubey (tên chỉ định: 1995 YM) là một tiểu hành tinh vành đai chính. Nó được phát hiện bởi Takao Kobayashi ở Ōizumi Observatory ở Ōizumi, Gunma Prefecture, Nhật Bản, ngày 19 tháng 12 năm 1995. Nó được đặt theo tên Markiyan S. Chubey, a Ukrainian-Russian scientist ở Đài thiên văn Pulkovo, specializing ở astrometry.